# آبی یاقوتی

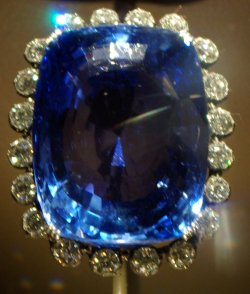
یاقوت کبود لوگان آبی ۴۲۳ قیراط (۸۵ گرم)

آبی یاقوتی یا یاقوت کبود (به انگلیسی: Sapphire) سایه اشباع‌شده آبی است که به سنگ قیمتی با همین نام اشاره دارد. سنگ‌های یاقوت کبود معمولاً در طیفی از سایه‌های آبی دیده می‌شوند، اگرچه می‌توانند در رنگ‌های بسیار متفاوتی باشند. نام‌های دیگر تنوع رنگ یاقوت کبود ، یاقوت آبی یا آبی یاقوتی است.